# A. J. 엘리스
앤드루 제임스 엘리스(영어: Andrew James Ellis, 1981년 4월 9일 ~ )는 미국 출신의 전 내셔널 리그 샌디에이고 파드리스의 선수이자, 현재 내셔널 리그 샌디에이고 파드리스의 특별 고문이다.

## 경력

### 고등학교 시절
엘리스는 켄터키주 렉싱턴에 있는 폴 던바 고등학교에 다녔는데 야구부와 농구부에서 활약했으며, 학교 TV 방송국의 스포츠뉴스 앵커를 맡기도 했다. 야구에 있어서 엘리스는 두번이나 올시티 퍼스트 팀에 선정되기도 했다. 엘리스는 1999년 졸업을 했다.

### 마이너리그
엘리스는 2003년에 있었던 MLB 드래프트에서 로스앤젤레스 다저스에게 18라운드 전체 541순위로 지명을 받으며, 계약을 한 후에는 다저스 산하 마이너 리그 베이스볼 팀인 사우스 조지아 웨이브스, 베로비치 다저스, 더블 A 팀인 잭슨빌 선스 그리고 트리플 A 팀인 라스베가스 51s에서 뛰게 된다. 그 후, 2008년 9월 5일에는 메이저 리그로 승격이 되고, 9월 15일에 메이저 리그 데뷔를 하게 된다.

### 메이저 리그
2008년 9월 15일에 있었던 피츠버그 파이리츠전에서 메이저 리그 데뷔를 한다.
2009년에는 8경기에 출장해서 메이저 리그 첫 안타와 첫 타점을 기록한다.
2010년에는 갑자기 출장기회가 늘어났으며, 44경기에 나와서 .278의 타율을 기록한다. 수비에서는 겨우 1개의 실책만을 기록했다.
2011년에는 2010년보다 출장 경기수가 줄었지만, 2년 연속으로 .270대의 타율을 기록하는 등, 메이저 리그 첫 홈런을 친다. 수비에서는 실책이 없었으나, 수비방어점은 -를 기록했다.
2012년에는 31살의 나이에 처음으로 주전 포수가 된다. 돈 매팅리 감독은 엘리스의 수비력을 높게 평가했다. 그 해에는 규정타석에 도달하여, .270의 타율과 13개의 홈런, 52개의 타점을 기록했다. 수비에서는 수비방어점 +2와 도루저지율 33%를 기록하며, 주전포수로의 기대에 응했다.
2013년에도 전년에 이어 주전포수로 활약했다. 타격에서는 지난 3년간 유지했던 .270대의 타율이 .238로 떨여지며 부진했다. 한편, 2년연속으로 2자릿수 홈런을 쳐낸다. 수비에서는 3개의 실책과 .997의 수비율, 44%의 도루저지율, 메이저 리그 전체에서 2위인 3.05의 포수방어율을 기록하며 엄청난 활약을 한다.
2014년 2월 1일에 다저스와 355만 달러에 1년 계약을 맺는다. 개막전에 로스터에는 들어갔지만, 4월 6일에 있었던 샌프란시스코 자이언츠전에서 왼쪽 무릎을 부상당한다. 4월 8일에는 15일 부상자 리스트에 들어갔으며, 수술을 했다. 부상의 영향으로 인해 100경기도 출장하지 못했으며, 타격에서는 .191의 타율과 3개의 홈런, 25개의 타점으로 극도의 부진을 겪는다. 수비에서도 높았던 도루저지율이 25%로 떨어진다.
2015년 1월 13일에 다저스와 연봉조정을 피하며 425만 달러에 1년 계약을 맺는다.

## 선수로서의 특징
타격에서는 장타력을 지닌 것이 특징이며, 2012년부터는 2년 연속으로 2자릿수 홈런을 쳤다. 하지만, 좋을때와 좋지 않을때의 격차가 큰것이 단점이다. 선구안은 우수하며, 주력은 메이저 리그 데뷔 이후 7년동안 단 1개의 도루를 기록하지 못했을 정도이다.
수비에서는 투수가 흔들릴때 이야기를 할 타이밍을 잘 잡아주며, 경기중에 구종의 상태 등을 파악하는 능력이 뛰어나다. 2014년까지 사이 영 상을 3번이나 수상한 에이스인 클레이튼 커쇼가 등판한 날에 구속이 잘 안나올때는 변화구의 비율을 늘리는 등 커쇼와는 아주 좋은 상성을 보여준다.

## 연도별 타격 성적
| 연 도          | 소 속          | 나 이          | 출 장 | 타 석 | 타 수 | 득 점 | 안 타 | 2 루 타 | 3 루 타 | 홈 런 | 타 점 | 도 루 | 도 실 | 볼 넷 | 삼 진 | 타 율 | 출 루 율 | 장 타 율 | O P S | 루 타 | 병 살 타 | 몸 맞 | 희 타 | 희 플 | 고 4 |
| -------------- | -------------- | -------------- | ----- | ----- | ----- | ----- | ----- | ------- | ------- | ----- | ----- | ----- | ----- | ----- | ----- | ----- | -------- | -------- | ----- | ----- | -------- | ----- | ----- | ----- | ---- |
| 2008           | LAD            | 27             | 4     | 3     | 3     | 1     | 0     | 0       | 0       | 0     | 0     | 0     | 0     | 0     | 2     | .000  | .000     | .000     | .000  | 0     | 0        | 0     | 0     | 0     | 0    |
| 2009           | LAD            | 28             | 8     | 10    | 10    | 0     | 1     | 0       | 0       | 0     | 1     | 0     | 0     | 0     | 1     | .100  | .100     | .100     | .200  | 1     | 0        | 0     | 0     | 0     | 0    |
| 2010           | LAD            | 29             | 44    | 128   | 108   | 6     | 30    | 5       | 0       | 0     | 16    | 0     | 0     | 14    | 18    | .278  | .363     | .324     | .687  | 35    | 5        | 1     | 4     | 1     | 1    |
| 2011           | LAD            | 30             | 31    | 103   | 85    | 8     | 23    | 1       | 1       | 2     | 11    | 0     | 1     | 14    | 16    | .271  | .392     | .376     | .769  | 32    | 2        | 3     | 1     | 0     | 0    |
| 2012           | LAD            | 31             | 133   | 505   | 423   | 44    | 114   | 20      | 1       | 13    | 52    | 0     | 0     | 65    | 107   | .270  | .373     | .414     | .786  | 175   | 17       | 7     | 6     | 4     | 11   |
| 2013           | LAD            | 32             | 115   | 448   | 390   | 43    | 93    | 17      | 1       | 10    | 52    | 0     | 2     | 45    | 78    | .238  | .318     | .364     | .682  | 142   | 11       | 3     | 4     | 6     | 1    |
| 2014           | LAD            | 33             | 93    | 347   | 283   | 21    | 54    | 9       | 0       | 3     | 25    | 0     | 0     | 53    | 57    | .191  | .323     | .254     | .577  | 72    | 15       | 4     | 3     | 4     | 5    |
| 2015           | LAD            | 34             | 63    | 217   | 181   | 24    | 43    | 9       | 0       | 7     | 21    | 0     | 0     | 32    | 38    | .238  | .355     | .403     | .758  | 73    | 4        | 1     | 3     | 0     | 1    |
| MLB 통산 : 8년 | MLB 통산 : 8년 | MLB 통산 : 8년 | 491   | 1761  | 1483  | 147   | 358   | 61      | 3       | 35    | 178   | 0     | 3     | 223   | 317   | .241  | .345     | .357     | .702  | 530   | 54       | 19    | 21    | 15    | 19   |

## 참조
1. ↑  “A.J. Ellis Statistics and History” (영어). baseballreference. 2015년 3월 25일에 확인함.